# Justify My Love (Madonna-dal)
A Justify My Love című dal az amerikai énekesnő Madonna első kimásolt kislemeze a The Immaculate Collection című első  válogatásalbumáról. A kislemez 1990. november 6-án jelent meg a Sire Records kiadásában. A dalt Lenny Kravitz és Ingrid Chavez írta. Madonna további dalszövegeket adott a dalhoz. Chavez neve nem szerepelt a kiadványokon, ezért Kravitz ellen pert indított. Chavez és Kravitz a bíróságon kívül rendezték a dolgot, melynek feltételei között szerepelt a jogdíj jóváírás is. Madonna a dalban nem énekel, hanem beszél és suttog. Ezt a stílust később az Erotica (1992) stúdióalbumán is alkalmazta.
Zeneileg a "Justify My Love" egy trip-hop dal, középtempójú beállításokkal, és hangszereléssel. A dal a szexről, és a romantikáról szól. A dal az idősebb kritikusok által vegyes értékelést kapott, de sok kortárs kritikus kritikusan értékelte, miután Madonna egyik legjobb dalává vált. A dal Madonna 9. első helyezést elért dala volt az amerikai Billboard Hot 100-as listán. Az Egyesült Királyságban a 2. helyezést érte el, de több országban is helyezést ért el, például Ausztráliában, Kanadában, Finnországban, Új-Zélandon, Olaszországban, és Svájcban, ahol Top 10-es volt.
A dalhoz tartózó videóklip Madonnát ábrázolja, ahogyan egy szálloda folyosóján sétál szomorúan, és fáradtan, majd elcsábítja egy titokzatos férfi, és nő, akik szexet akarnak. A klip vitát váltott ki annak szexuális tartalma miatt, majd később az MTV és más Tv csatornák is felfüggesztették a klip sugárzását. A klip bemutatása 1990. december 3-án volt az ABC televíziós csatorna Nightline című műsorában. A dalt Madonna három koncertturnéján is előadta. Legutóbb 2012-ben a The MDNA Tour előadásának részeként. 2003-ban a Q magazin a 842. helyre sorolta 1001 Songs Ever listáján.

## Előzmények
A "Justify My Love" című dalt eredetileg Ingrid Chavez, Prince és pártfogoltja, valamint barátja Lenny Kravitz írta. Ő és André Betts producer írta a zenét, miközben a Chavez által írt dalszövegek alapján Kravitz írta a dalt, és módosított rajta pár dolgot, miközben Madonna is írt pár szöveget a dalhoz. Chavez nem számított arra, hogy a dal sikeres lesz, majd 1992-ben beperelte Kravitz-ot, majd bíróságon kívül megállapodtak abban, hogy a munkájáért jogdíj jóváírást kap. Amikor a pert rendezték, Chavez ügyvédje Steven E. Kurtz tisztázta, hogy Madonna kiegészítő dalszövegének jóváhagyását nem kérdőjelezték meg a per során. A dal 1990. november 6-án jelent meg, három nappal első nagy gyűjteményalbuma, a The Immaculate Collection megjelenése előtt.
A dal dob alapjait a Public Enemy "Security of the First World" című dalából vették, illetve a dal végén hallható dobok pedig James Brown "Funky Drummer" című dalából származnak. A dal szokatlan volt abban, hogy a dalban Madonna beszél, és suttog, szinte nem is énekel a dalban. Ezt a stílust követte következő Erotica című 1992-ben megjelent albumán is. Ezt "lélegzetelállító beszéd"-nek nevezték el. and Chavez' vocal style on her 1991 debut album has been described as "breathy spoken passages".

## Összetétel
A "Justify My Love" egy midtempo dal, trip hop beütéssel. Az Alfred Publishing által közzétett  Musicnotes.com oldalon a dal 100 BPM / perc ritmusú dal. A dal B mollban van komponálva, melyben Madonna hangja A4 és D5 között helyezkedik el. Jim Farber Entertainment Weekly a dal zenei ütemét, és Madonna énekét úgy határozza meg, hogy homályos, hangtalan kifejezésekből áll, mely elsősorban a látványhoz igazodik. A The Immaculate Collection albummal kapcsolatban David Browne elmondta, hogy a dallal bevezette Madonna a "felnőtt" pop-ot. A dal nehéz lélegzetet, és hátfájást okoz. Robert Christgau összehasonlította a dal kompozíciót az "Erotica" albumon szereplő dalokkal. Bill Lamb (4js.me) szerint a dal elég erőteljes, és lenyűgöző.

### Remix
Madonna és Lenny Kravitz remixelték a dalt, és elnevezték "The Beast Within'-nek. A cím az Észak-Amerikai 12-es vinyl, és CD maxi-single kiadásokon szerepelt. A remix csak az eredeti dal kórusát, és bizonyos részeket tartalmaz. A verséket a Jelentések könyve helyettesítik. A későbbi élő koncerteken ezt a változatot adták elő, mely önmagában is egy dal, és már nem nevezik remixnek. A dal először 1991-ben keltette fel a média figyelmét, amikor Simon Wiesenthal Central vádolta a dalt az antiszemita szövegek miatt, különösen a "those who say that they are Jews, but they are not. They are a Synagogue of Satan" dalszöveg miatt.

## Kritikák
A "Justify My Love" sok zenekritikus részéről elismerést kapott. Az AllMusic az öt csillagból négy és fél csillaggal minősítette a dalt, kijelentve, hogy a dal a legjobb csomagolású maxi-kislemez, Madonna történetének legjobbja, mely tovább segített precedenst teremteni a maxi piac számára. A Rolling Stone szerint a dal és a soron következő "Rescue Me" című dal kortárs dalnak számítanak, és méltó érzéki újdonságok. Bill Lamb az About.com oldalról azt nyilatkozta, hogy "Az olyan dalok, mint a "Justify my Love" , mely megjelenésekor először kissé túl kényszerültnek tűntek, az idő múlásával megváltoztak". Alexandra Capotorto a PopCrush.com oldalról azt mondta, hogy a "Justify my Love" egy tökéletesen felépített, szeretetteljes zene, bár a szám valószínűleg a szex körül mozog, az NSFW zenei videó okozta a legtöbb drámát. [...]

## Sikerek

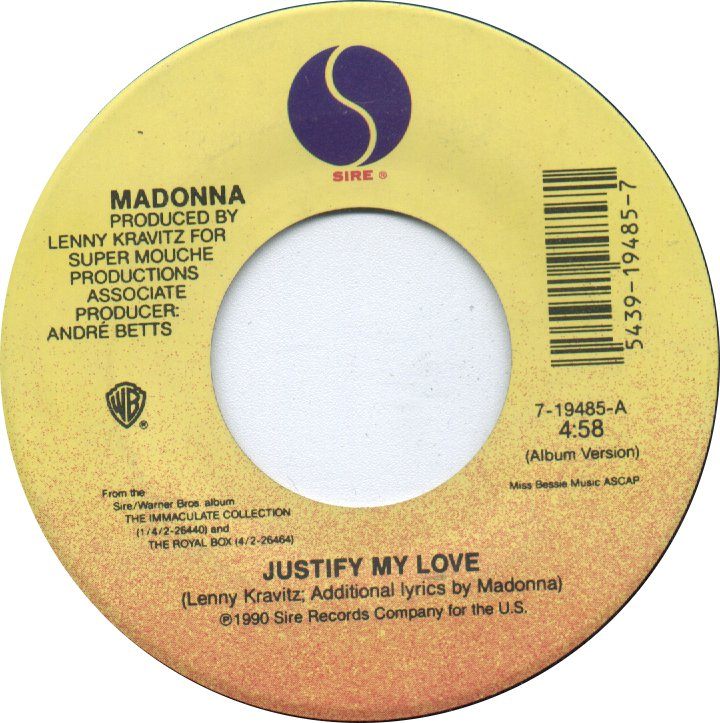
A "Justify my Love" amerikai kislemez megjelenése

Az Egyesült Államokban a "Justify my Love" két hétig volt első helyezett a Billboard Hot 100 kislemezlistán. Ezen kívül a dal a Billboard Hot Dance Club Play lista élére is felkerült, valamint a 42. volt a Hot R&B /Hip-Hop Songs listán. A RIAA 1991. február 22-én platina minősítést kapott a több mint egymillió példányszám eladása végett. Az 1991-es Billboard Hot 100-as év végi listán a dal a 21. helyen szerepelt.
A dal hatalmas siker volt Európában is. Az Egyesült Királyságban a dal elérte a 2. helyet, és a BPI 1990. december 1-én ezüst minősítéssel díjazta a dalt az eladások alapján. A hivatalos adatok szerint a kislemezből 235.000 példányt értékesítettek az Egyesült Királyságban.  A dal a svéd kislemezlistán a 16. helyen debütált, majd egy héten belül a 3. helyre került, és kilenc hétig maradt a listán. A dal 79. helyen lépett be a holland kislemezlistán, és az 5. helyre került. A dal a francia kislemezlistán a 42. helyen szerepelt, és a 17. helyig jutott, majd 11 hétig volt listás. A dal a 9. volt Ausztriában, és a 3. helyezett Svájcban.
A dal Ausztráliában a 14. helyen szerepelt, és később a 4. helyre került. A listán összesen 14 hétig volt jelen, melyet az ARIA arany minősítéssel jutalmazta.  Az Új-Zélandi slágerlistán a 22. helyezett volt a dal, és két egymást követő héten az 5. helyig jutott, összesen 16 hétig tartózkodva a listán.

## Videóklip

### Előzmények
A dal videoklipjét 1990 novemberében forgatták Párizsban, melyet Jean-Baptiste Mondino rendezett, aki szintén dolgozott együtt az Open Your Heart című videoklipben is. A klipben Madonna akkori barátja, a modell, és színész Tony Ward szerepel, illetve a videóban szereplő táncosok egy része a Blond Ambition világturnén is részt vettek. A klip tisztelgés Jeanne Moreau előtt a "La Baie des Anges" című filmből.

### Összegzés
A videoklip fekete-fehérben készült, egy 1960-as évek beli művészfilm stílusban. Számos árnyékos filmkocka is látható benne, mint például a karakter, aki csak sziluettben látható. A klip története egy elegáns szállodában zajlik, mely látszólag alternatív életmódot folytató pároknak szól. Madonna (vagy a szereplő, akit játszik) fáradtnak, és szomorúnak tűnik, miközben a folyosón sétál a szobája felé. Itt van egy romantikus jelenet egy titokzatos emberrel, akit Tony Ward játszik. A többi szobába nyíló ajtók egy része nyitva van, és ott különböző BDSM fétis ruhákban (bőr, nylon póló, latex alsónemű, és fűzők) lévő különböző párok pillantásai látszanak.
Madonna álomszerűen egy csipke fehérneműben, és harisnyakötőben látható az ágyban, miközben különböző figurák jönnek-mennek. A teljes meztelenség, amely a videó betiltásához is vezetett, akkor fordul elő, amikor a Wallis Franken modell általá játszott, félmeztelen dominatrix tipusú nő,- a mellét részlegesen takaró harisnyatartóban – megjelenik, és durván megragad egy férfit. (ugyanazt a férfit, aki Madonnával van). Ruhája egy csúcsos bőrkalapot, fekete kesztyűt tartalmaz. Hasonlót, melyet Charlotte Rampling viselt a The Night Porter című filmben. (Mind a film, mind a videó megosztja a Szadomazochizmus elemeit. A klip androgén témája röviden utal arra is, amikor egy nőt, aki nagyon hasonlít Madonna szeretőjére, látják férfi ruhában, rajzolt bajusszal. A teljes prezentáció szürreális és szándékosan egyértelmű. A furcsa karakterek visszatérése valódi lehet, vagy egyértelműen csak fantázia Madonna képzeleteiből. Végül egy friss Madonna mosolyogva, és nevetve rohan ki a szállodai szobából.

### Vita és tiltás
A videoklipet a túlzott szexualitás miatt az MTV letiltotta. Madonna így válaszolt a tilalomra: "Miért van az, hogy az emberek olyan filmeket néznek, ahol két lány, vagy két férfi csókolózik". 1990. december 3-án az ABC televíziós társaság lejátszotta a klipet teljes egészében Nightline című éjszakai műsorában, majd élő interjúval folytatódott a műsor, ahol Madonnát kérdezték a videó szexuális tartalmáról, és a cenzúráról. Arra a kérdésre, hogy több pénzt akar-e a videó eladásával keresni, mint az MTV-n sugározni, Madonna azt mondta: "Igen, igen, szerencsére". Az interjú során Madonna elmondta hogy nem érti, hogy miért tiltja az MTV a videót, amikor megengedi, hogy erőszakot, és megaláztatást tartalmazók videókat játszanak. A klipet megjelentették VHS-en, mely a legnépszerűbb video single lett.
A "Justify my Love" videóját Kanadában is letiltotta műsoráról a MuchMusic zenecsatorna, majd a Mitsou is, mely arra vezetett, hogy a MuchMusic egy új sorozatot indított Too Much 4 Much címen, melyben ellentmondásos videókat játszottak, és annak témájáról beszéltek művészeti és kulturális összefüggéseikről. 2002-ben a videót teljes egészében lejátszotta az MTV2 zenecsatorna, egy speciális visszaszámlálás részeként. Ezt a műsort csak késő este mutatták be számos más videóval együtt.

### Megjelenés
A "Justify my Love" című dal volt az első videó, mely VHS videolemez formátumban megjelent Madonna által. Ez volt az első olyan alkalom, amikor művész egy ilyen formátumú kislemezt adott ki az Egyesült Államokban. A Queen négy évvel korábban adta ki a "Who Wants to Live Forever" című videót. A klipet kizárólag VHS-en adták ki, és az Észak-Amerikai változat egy sima fekete tokban volt, matricával, úgy hogy egy "seedy" videóhoz hasonlított. Az európai kiadás a "Vogue" 1990-es MTV Video Music Awards díjkiosztón rögzített előadását is tartalmazta bónuszként. Az Egyesült Királyságban a videót 18-as karikával látták el, ami azt jelentette, hogy 18 éves kor alatt nem lehetett törvényesen megvásárolni, vagy látni a kiadást. A megjelenés idejét a videó két héten belül a Billboard Top Music Videos lista 2. helyére került, melynek során összesen 39 hetet töltött a slágerlistán. A zenei videót először DVD-n a Celebration: The Video Collecton részeként adták ki 2009-ben. A videó ezen változatát fekete sávokkal cenzúrázták egy jelenetben, mely női meztelenséget tartalmaz. Ausztráliában a videót "M" besorolásúan, Új-Zélandon pedig "R16" besorolású videóként értékelték.

## Hatása
A "Justify my Love" a mai napig Madonna legellentmondásosabb kislemeze. A viták ellenére a kislemezt egyedülálló video single-ként jelentették meg, mely minden idők legjobb eladásokat produkáló videolemezévé vált. Az RIAA platina minősítéssel díjazta az eladásokat. 2003-ban Madonna rajongóit felkérték arra, hogy szavazzanak a Q magazin által minden idők 20 legjobb Madonna kislemezére. A "Justify my Love" a 12. helyre került.
Bill Lamb az About.com oldaltól meghallgatta a dalt, és a Legnayobb Madonna dalok listáján a 21. helyre tette. Ő szintén készített egy listát a Top 10 Madonna videoklipek kategóriában is, ahol a 4. helyre helyezte a videót. A PopCrush.com oldalról a dalt a Top 10 Szexi dal kategóriában az 1. helyre sorolta. A Billboard az 5. helyre helyezte a dalt a 40 legnagyobb Billboard sláger kategóriában.

## Feldolgozások
- Az 1999-es Virgin Voices: A Tribute To Madonna Vol. 1. című albumon szerepel a dal feldolgozása a Front Line Assembly-től, melyben Kristy Thirsk énekel.[36]
- A dalt a rapper Vita is feldolgozta a The Fast and the Rurious filmzene albumra 2001-ben. Vita eredetileg a saját változatát akarta elkészíteni, melyben rappelni akart, azonban Madonna ezt nem engedélyezte, így ez ugyanolyan stílusú dal, mint a Madonnáé.
- Who's That Girl feldolgozása megjelent az Almighty Recordsnál a korai 2000-es években.
- A Jam & Spoon feat. Plavka a dal hangmintáit használta fel a Kaleidoscope Skies című dalának Orbital remixében.
- Mase a rapper a dal mintáit használta fel "Stay Out of My Way" című dalában, mely 1999-es Double Up című albumán szerepel.
- A dal feldolgozása Jay-Z "Justify My Thug" feldolgozása szerepel 2003-as The Black Albumán, melynek producere DJ Quik volt, aki elkészítette a "Justify my Love" feldolgozását.
- Az Enigma használta fel a dal Orbit 12" Mix változatát saját Orthodox Remixében, az 1990-es Mea Culpa (Part II)-ben.
- A dal hangmintáit használta fel Insane Clown Posse 2004-es Bowling Balls című dalában.[37]
- A brazil Gretchen vette fel a dalt 2012-ben, melyhez saját zenei videót is készítettet, melyben saját színházi karrierjének története látható.[38]
- 1994-ben Maxx használta a dal hangmintáit "Suddenly" című dalában, mely debütáló To the Maxximum című lemezén hallható.[39]

## Felhasználás a médiában
1991. május 11-én a Saturday Night Live vígjáték sorozatának epizódjában szerepelt Madonna, egy előre filmezett szegmensben, ahol megjelent a dal.
A dalt főcímzeneként használták fel a német VOX csatornán futó "Wa(h)re Liebe" című szexuális témákkal foglalkozó műsorban, melynek Lilo Wanders volt a házigazdája.
A Wayne világa című filmben Wayne (Mike Myers) és Garth (Dana Carvey) találkozik egy csábító Madonnával, aki egy szállodai szobában fekszik, egy fantasy álom sorozat során. (fekete-fehérben is filmezték). Néhány adok-kapok után Wayne és Madonna a Truth or Dare játékot játsszák. Wayne az igazságot mondja, majd Madonna megkérdezi tőle: "Szeretkeztél már két nővel egyszerre?" Wayne azt válaszolja: "Uh, igen", mire Madonna azt mondja: "Oké Én azt hiszem...hogy nem! Wayne aztán kérte Madonnát, hogy vele bújjon ágyba. Ahogy csókolóznak, elkezdődik a "Justify My Love" zenéje. Garthot ezután egy videó paródiában táncol, mielőtt két nő elrabolta fétis ruhában.

## Élő előadások

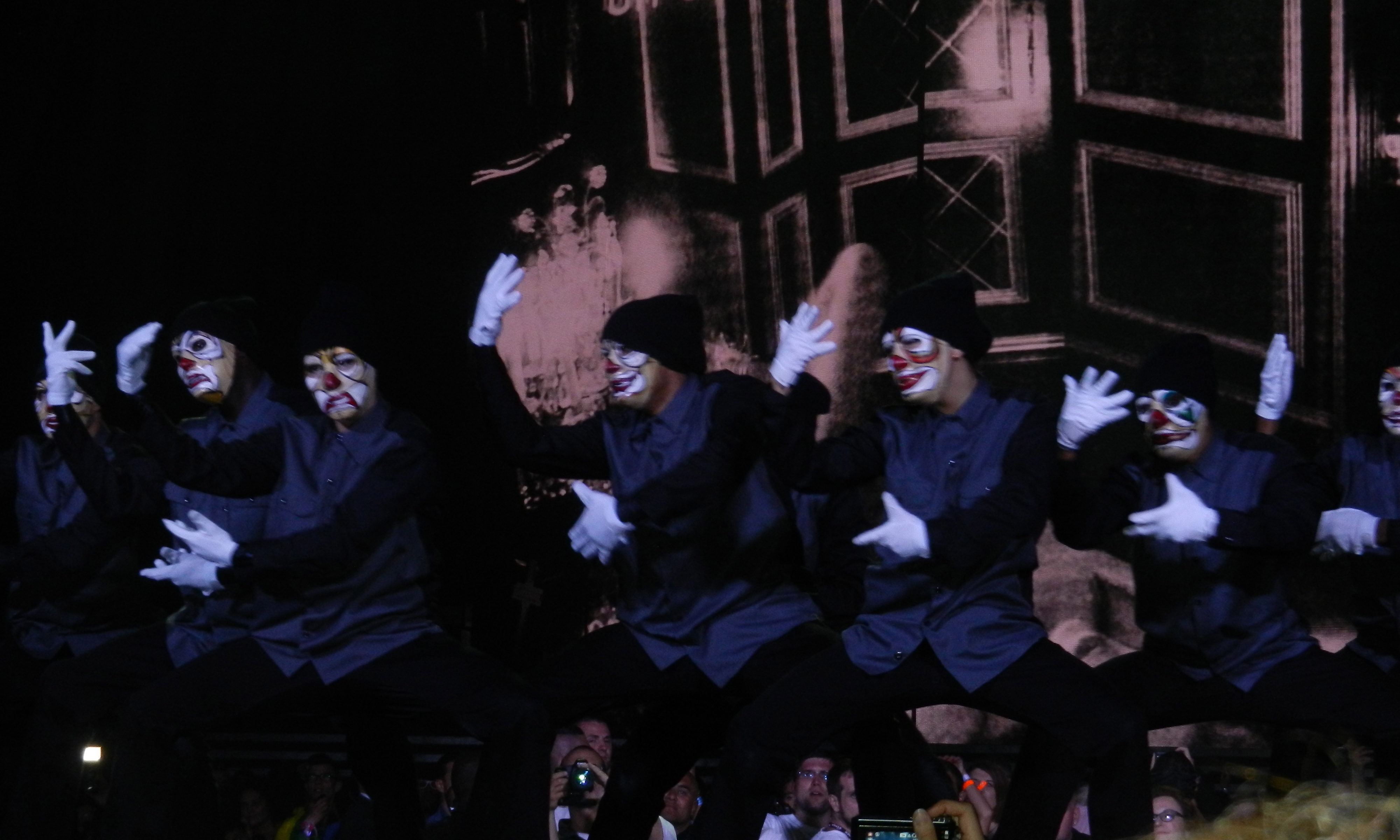
A "Justify my Love" előadása közben a táncosokkal a The MDNA Tour részeként

Madonna két alkalommal adta elő a dalt a The Girlie Show-n 1993-ban. Az original verziót, és a "Beat Within Remix" változatát. Ez utóbbi egy táncos közjáték volt az előadás során. A remixet ismét előadta 2004-ben a Re-Invention World Tour-on ahol videófelvételként került lejátszásra, beleértve Madonna képeit a X-STaTIC Pro = CeSS kiállításról, színpadra érkezése előtt. Az előadás később felkerült a 2006-os live-albumra is az "I'm Going to Tell You a Secret" címűre. Ez au új változat kihagyja az ellentmondásos szövegeket, melyek az 1991-es vádakat okozták.
A dalt újra remixelte William Orbit, melynek felhasználása videofelvételként került a közönség elő a The MDNA Tour részeként. A fekete-fehér hátteret nyújtó videó Tom Munro rendezésével készült, melyben az emberek karneváli maszkokban láthatóak, valamint Madonna látható, ahogyan bezárja magát egy szobába, hogy fantáziáljon, míg az álarcosok meg nem találják.
A dal hangmintáit felhasználták a SEX videó előadás közbenső szakaszában a Rebel Heart Tour-on.

## Számlista
US / UK Cassette single, 7" single / Japanese CD 3" single (5439-19485-4)
1. "Justify My Love" (Album Version) – 4:58
2. "Express Yourself" (1990) (Shep's 'Spressin' Himself Re-Remix) – 4:02

US CD Maxi-single
1. "Justify My Love" (Q-Sound Mix) – 4:54
2. "Justify My Love" (Orbit 12" Mix) – 7:16
3. "Justify My Love" (Hip Hop Mix) – 6:30
4. "Express Yourself" (1990) (Shep's 'Spressin' Himself Re-Remix) – 9:30
5. "Justify My Love" (The Beast Within Mix) – 6:10

Canadian / Australian 12" vinyl (7599-21820-0)
1. "Justify My Love" (Orbit 12" Mix) – 7:16
2. "Justify My Love" (Hip Hop Mix) – 6:30
3. "Justify My Love" (The Beast Within Mix) – 6:10
4. "Express Yourself" (1990) (Shep's 'Spressin' Himself Re-Remix) – 9:30

European 12" vinyl, CD Maxi-single (7599-21851-0)
1. "Justify My Love" (Hip Hop Mix) – 6:30
2. "Justify My Love" (Q-Sound Mix) – 4:54
3. "Justify My Love" (The Beast Within Mix) – 6:10

UK / European CD single / UK Limited Edition 12" Picture Disc (W9000TP, 7599-21838-0)
1. "Justify My Love" (William Orbit Remix) – 7:07
2. "Justify My Love" (Album Version) – 4:58
3. "Express Yourself" (1990) (Shep's 'Spressin' Himself Re-Remix) – 4:02

## Slágerlista
| Slágerlista (1990–91)                  | Legjobb helyezések |
| -------------------------------------- | ------------------ |
| Australia (ARIA Charts)                | 4                  |
| Austria (Ö3 Austria Top 40)            | 9                  |
| Belgium (Ultratop 50 Flanders)         | 9                  |
| Kanada Top Singles (RPM)               | 1                  |
| Kanada (Canada Dance/Urban (RPM))      | 1                  |
| Europe (European Hot 100)              | 3                  |
| Finland (Suomen virallinen lista)      | 1                  |
| France (SNEP)                          | 17                 |
| Németország (Media Control Charts)     | 10                 |
| Greece (IFPI)                          | 4                  |
| Ireland (IRMA)                         | 3                  |
| Italy (Musica e dischi)                | 2                  |
| Netherlands (Dutch Top 40)             | 4                  |
| Hollandia (Single Top 100)             | 5                  |
| New Zealand (Recorded Music NZ)        | 5                  |
| Norway (VG-lista)                      | 3                  |
| Portugal (AFP)                         | 4                  |
| Spain (AFYVE)                          | 3                  |
| Sweden (Sverigetopplistan)             | 8                  |
| Switzerland (Schweizer Hitparade)      | 3                  |
| Egyesült Királyság (UK Singles Chart)  | 2                  |
| US Billboard Hot 100                   | 1                  |
| US Hot Dance Club Songs (Billboard)    | 1                  |
| US Hot Dance Singles Sales (Billboard) | 1                  |
| US Hot R&B/Hip-Hop Songs (Billboard)   | 42                 |
| Zimbabwe (ZIMA)                        | 8                  |

| Slágerlista (1991)               | Helyezés |
| -------------------------------- | -------- |
| Belgium (Ultratop 50 Flanders)   | 92       |
| Canada Top Singles (RPM)         | 44       |
| Canada Dance/Urban (RPM)         | 29       |
| Europe (European Hot 100)        | 23       |
| Germany (Official German Charts) | 66       |
| UK Singles (OCC)                 | 43       |
| US Billboard Hot 100             | 21       |

| Slágerlista (1958–2018) | Helyezés |
| ----------------------- | -------- |
| US Billboard Hot 100    | 420      |

## Minősítések
| Ország                   | Minősítés  | Eladás    |
| ------------------------ | ---------- | --------- |
| Ausztrália (ARIA)        | arany      | 35.000    |
| Egyesült Államok (RIAA)  | arany      | 1.000.000 |
| Egyesült Királyság (BPI) | ezüst      | 275.500   |
| Kanada (Music Canada)    | arany      | 50.000    |
| Video single             |            |           |
| Japán (ORICON Charts)    |            | 14.125    |
| Egyesült Államok (RIAA)  | 4x platina | 400.000   |